# Екс (група)
Вижте пояснителната страница за други значения на Екс.
„Екс“ (X) е американска пънк група, създадена в Лос Анджелис, САЩ през 1977 г.
Тя е една от първите групи в САЩ, които изследват възможностите на новопоявилото се музикално течение. Състои се от Ексийн Червенка (вокали), Джон Доу (вокали, бас), Били Зум (китара) и Ди Джей Боунбрейк (барабани). Издават седем студийни албуми в периода 1980-1993. Намират се в творческа пауза за известно време и в началото на 21 век се обединяват отново.
„Екс“ имат малък търговски успех, но са една от най-уважаваните в жанра си – както от публиката, така и от музикалните критици. Оказват влияние върху развитието на други жанрове, например фолк рок и каупънк. През 2003 година списание „Ролинг Стоун“ определя албумите Los Angeles и Wild Gift за два от 500-те най-велики албуми за всички времена.

## Музикален стил и влияние
Музиката на X се отличава с комбинация от енергични пънк рифове и хармонии, които често включват вокалите на Doe и Cervenka. Групата изследва и елементи от рокабили, фолк рок и каупънк (поджанр, който смесва пънк с кънтри). Това разнообразие в музикалния стил, съчетано с текстовете, които разглеждат теми като отчуждение, социална несправедливост и лични отношения, прави X уникална в пънк сцената.
Те оказват значително влияние върху развитието на други жанрове, особено фолк рок и каупънк, и вдъхновяват множество артисти и групи, които следват по-късно.

## Дискография
- 1980 – Los Angeles
- 1981 – Wild Gift
- 1982 – Under the Big Black Sun
- 1983 – More Fun in the New World
- 1985 – Ain't Love Grand!
- 1987 – See How We Are
- 1988 – Live at the Whisky a Go-Go
- 1993 – Hey Zeus!
- 1995 - Unclogged
- 1997 – Beyond and Back: The X Anthology
- 2004 – The Best: Make the Music Go Bang!
- 2005 – X – Live In Los Angeles
- 2009 – Merry Xmas From X